# Badminton bei den Europaspielen
 Badminton ist bei den Europaspielen seit der ersten Austragung im Programm der Veranstaltung. Auch 2019 und 2023 gehörte Badminton zum Programm der Spiele.

## Austragungen
| Jahr | Nr. | Austragungsort      | Austragungsdatum (Badminton) |
| ---- | --- | ------------------- | ---------------------------- |
| 2015 | I   | Aserbaidschan, Baku | 22.–28. Juni 2015            |
| 2019 | II  | Belarus, Minsk      | 24.–30. Juni 2019            |
| 2023 | III | Polen, Tarnów       | 26. Juni – 2. Juli 2023      |

## Die Sieger
| Jahr | Herreneinzel    | Dameneinzel     | Herrendoppel                        | Damendoppel                    | Mixed                      |
| ---- | --------------- | --------------- | ----------------------------------- | ------------------------------ | -------------------------- |
| 2015 | Pablo Abián     | Line Kjærsfeldt | Mathias Boe Carsten Mogensen        | Gabriela Stoeva Stefani Stoeva | Sara Thygesen Niclas Nøhr  |
| 2019 | Anders Antonsen | Mia Blichfeldt  | Marcus Ellis Chris Langridge        | Selena Piek Cheryl Seinen      | Lauren Smith Marcus Ellis  |
| 2023 | Viktor Axelsen  | Carolina Marín  | Kim Astrup Anders Skaarup Rasmussen | Gabriela Stoeva Stefani Stoeva | Robin Tabeling Selena Piek |